# لانی (ناحیه کلادنو)
لانی (به چکی: Lány) یک منطقهٔ مسکونی در جمهوری چک است که در شهرستان کلادنو واقع شده‌است. لانی ۱٬۹۷۹ نفر جمعیت دارد.